# Frederic II Eugeni de Württemberg
Frederic II Eugeni de Württemberg (Stuttgart, 21 de gener de 1732 - Hohenheim, 1797) va ser duc de Württemberg des de 1795 fins a 1797.
Nascut a la capital de Württemberg, era fill del duc Carles I Alexandre de Württemberg i de la princesa Maria Augusta de Thurn und Taxis, Frederic II Eugeni era germà del duc Lluís Eugeni de Württemberg.
El 29 de novembre de 1753 contragué matrimoni a Schwedt amb la marcgravina Frederica de Brandenburg-Schwedt, filla del marcgravi Frederic Guillem de Brandenburg-Schwedt i de la princesa Sofia Dorotea de Prússia. La parella tingué una dotzena de fills, dels que només un no arribà a fer la majoria d'edat:
- SM el rei Frederic I de Württemberg, nat a Treptow el 1754 i mort a Stuttgart el 1816. Es casà en primeres noces amb la princesa Augusta de Brunsvic-Wolfenbüttel el 1780 a Brunsvic. En segones núpcies es casà amb la princesa Carlota del Regne Unit a Londres el 1797.
- SAR el príncep Lluís de Württemberg, nat a Treptow el 1756 i mort a Kirchheim unter Teck el 1817. Es casà en primeres núpcies amb la princesa Maria Anna Czartoryska el 1784 a Polònia. En segones núpcies es maridà amb la princesa Enriqueta de Nassau-Weilburg el 1797.
- SAR el príncep Eugeni de Württeberg, nat a Schwedt el 1758 i mort a Meiningen el 1822. Es casà a Meiningen el 1787 amb la princesa Lluïsa zu Stolberg-Gedern.
- SAR la princesa Sofia de Württemberg, nada a Stettin el 1759 i morta a Pavlovsk el 1828. Es casà a Sant Petersburg el 1776 amb el tsar Pau I de Rússia.
- SAR el príncep Guillem de Württemberg, nat a Stettin el 1761 i mort a Stetten el 1830. Es casà a Coswig amb la baronessa Guillemina von Tunderfeldt-Rhodis.
- SAR el príncep Ferran August de Württemberg, nat a Treptow el 1763 i mort a Wiesbaden el 1834. Es casà a Sondershausen el 1795 amb la princesa Albertina de Schwarzburg-Sondershausen de qui es divorcià el 1801. En segones núpcies es casà amb la princesa Paulina de Metternich-Winneburg el 1817 a Marseilles.
- SAR la princesa Frederica de Württemberg, nada a Treptow el 1765 i morta a Viena el 1785. Es casà el 1781 amb el gran duc Pere I d'Oldenburg.
- SAR la princesa Elisabet de Württemberg, nada a Treptow el 1767 i morta a Viena el 1890. Es casà amb l'emperador Francesc I d'Àustria el 1788 a Viena.
- SAR la princesa Frederica de Württemberg, nada a Treptow el 1768 i morta dies després a Treptow.
- SAR el príncep Carles Frederic de Württemberg, nat a Mömelgard el 1770 i mort a Galatz el 1791.
- SAR el príncep Alexandre de Württemberg, nat a Mömelgard el 1771 i mort a Gotha el 1833. Es casà a Coburg el 1798. amb la princesa Antònia de Saxònia-Coburg-Saafeld.
- SAR el príncep Carles Enric de Württemberg, nat a Mömelgard el 1772 i morta a Ulm 1833. Es casà el 1798 amb Karoline Alexei, creada baronessa von Hachberg und Rottenburg i duquessa von Urach.

Frederic II Eugeni dirigí el ducat de Württemberg des de 1795 i fins al 1797 que passà el testimoni al seu fill primogènit, el rei Frederic I de Württemberg.